# Coptops curvatosignatus
Coptops curvatosignatus es una especie de escarabajo longicornio del género Coptops, tribu Mesosini, subfamilia Lamiinae. Fue descrita científicamente por Pu en 1992.

## Descripción
Mide 20 milímetros de longitud.

## Distribución
Se distribuye por China.